# Szinkópa (nyelvészet)
A szinkópa (< latin syncopa) vagy szinkopé (< ógörög συγκοπή szünkopé ’felaprítás’) eredetileg a retorikában használt terminus, de a nyelvészet is átvette. Olyan hangváltozást nevez meg, amely folytán szegmens esik ki szó belsejéből. Szó lehet beszédhangról vagy beszédhangok csoportjáról.

## A nyelvtörténetben
A szinkópa egyike azoknak a jelenségeknek, amelyekkel megmagyarázható a szó jelenlegi alakja, annak a szónak az alakjához viszonyítva, amelyikből származik. Származhat az adott nyelv alapnyelvéből vagy lehet jövevényszó, amely az átvevő nyelvben fejlődött tovább.
A magyar nyelvben példája az ilyen jellegű szinkópának az, amely az ún. kétnyíltszótagos tendencia révén történt az ősmagyar korban. Ha egy szóban két vagy több nyílt szótag követte egymást, akkor a második vagy a harmadik ilyen szótagból kieshetett a magánhangzó, pl. *várojon > várjon. Ez a tendencia nyilvánult meg a régi szláv eredetű jövevényszavak beillesztése során is, pl. malina > málna, palica > pálca.
Egyes szavakban a vulgáris latinban a klasszikus latinnal szemben történt egyik szinkópa átment az újlatin nyelvekbe, pl. klasszikus latin calidus > vulgáris latin caldus > olasz caldo, román cald, francia chaud.

## A mai nyelvben
Nyelvtől függően idézhetnek elő szinkópát különböző tényezők. Egyes nyelvek sztenderd változatában morfofonológiai jellegű szinkópák, például szótőben beszédhang jelenléte és kiesése közötti váltakozások létezhetnek a beszélt nyelvben, amelyeket az írott nyelv is jelez.
Ilyen a magyarban az olyan, amely a kétnyíltszótagos tendenciát követően történik. Például a bokor + -ot rag előbb a bokorot alakot eredményezte, amelyből utólag bokrot lett. Ez a sztenderdben előírt szinkópa. Olyan is van, amelyet a sztenderd elfogad szinkópa nélküli változata mellett. (pl. leány → lány), és olyan is, amely csak a fesztelen nyelvi regiszterhez tartozik (pl. mondtam → montam, becsületszó → becsszó). Nem sztenderd szinkópa lehet regionális jellegű is, pl. az [l] szinkópája olyan szóban, mint tanulta → tanúta.
A közép-délszláv diarendszer nyelveiben (bosnyák, horvát, montenegrói, szerb) sztenderd jelenség az [a] magánhangzó jelenlétének váltakozása kiesésével. Ez különbözteti meg például olyan hímnevű főnevek egyes szám birtokos esetét a többes szám birtokos esetétől, amelyeknek egyes szám alanyesetű alakjában is megvan az [a], pl. (szerbül) borac ’harcos’ ~ borca ’a harcos vkije/vmije’ ~ boraca ’a harcosok vkije/vmije’. Fesztelen regiszteri szinkópa példája ezekben a nyelvekben držite → drž’te „tartsatok, tartsátok”.
Olyan nyelvekben, amelyek helyesírásában az a hagyományörzés elve a mérvadó, vannak szinkópák a beszélt nyelvben ellentétben az írottal.
A franciában, például, az [ə] gyakran kiesik szinkópa vagy apokopé révén (az utóbbi szó végén történik), de csak a beszélt nyelvben. A sztenderd franciában ez a szinkópa olykor kötelező, például szó második szótagjában, ha ez nyílt, mint az acheter [aʃˈte] ’vásárolni’ szóban, de Dél-Franciaországban kiejtik: Elle m’a dit qu’elle viendrait le lendemain à sept heures [ɛləmadikɛləvjɛndʁeləlandəmɛŋasɛtœʁə] ’(A nő) azt mondta, hogy el fog jönni másnap hét órakor’. Minél távolabb van a nyelvhasználat a választékos nyelvi regisztertől, annál gyakoribb ez a szinkópa, ami Észak-Franciaországra érvényes, pl. Il est debout devant la petite fenêtre [iledbudvɑ̃laptitfnɛtʁ] ’(A férfi) a kisablak előtt áll’.
Az angol nyelvben is van ehhez hasonló szinkópa. Például a brit angolban vannak olyan sztenderd szavak, amelyeket szinkópa különböztet meg az amerikai ugyancsak sztenderd változatuktól: secretary [ˈsekrɪtri] (brit) ~ [ˈsekrɪteri] (amerikai) ’titkár(nő)’. Olyan szavak is vannak a két nyelvváltozatban, amelyeket a szinkópa helye különböztet meg a hangsúly helyével együtt: laboratory – [labˈorətrɪ] (brit) ~ laboratory [ˈlabrətorɪ] (amerikai) ’laboratórium’.
Szinkópa különböztethet meg sztenderd szóváltozatot nem sztenderdtől, vagy fordítva, nem sztenderdet sztenderdtől. A nem sztenderd változat lehet nyelvjárási vagy nyelvi regiszter szerinti. Ilyen a franciában az [ə] szinkópája a sztenderdben ellentétben a dél-francia változattal, valamint e magánhangzó kiejtése a sztenderdben ellentétben a nem sztenderd nyelvi regiszterekben (lásd fentebb).
Hasonló jelenségek vannak a román nyelvben is. Például a domnule! ’uram!’ megszólító esetű alakot írja elő a sztenderd, de a fesztelen regiszterben dom’le!-nak hangzik. Ugyanakkor a nyelvjárási perină ’párna’ szó sztenderd változata elhagyja az i-it: pernă.
A szinkópa lehet egyéni is. A franciában az [ə] kiejtése vagy szinkópája nagyban függ a beszélők szokásaitól is. Azonban a szinkópát okozhatja a szabályok nem ismerése vagy szándékos megszegése is, pl. amikor a magyarban egyesek beszédében a motor szó többes száma motrok.
A szinkópa a detrakció típusú metaplazmusok csoportjába tartozó hangalakzat is, amely költőknek megengedett eltérésként a szterderdtől jelenik meg, például azzal a céllal, hogy meglegyen a verssorban a szótagok szükséges száma. Példa:
Azzal vagdalkoznak némely / Nem t’om milyen emberek, [...] (Petőfi Sándor: Okatootáia) – sztenderd tudom → fesztelen regiszteri t’om.

## Szinkópa érintette szegmensek
Leggyakoribb a hangsúlytalan magánhangzó szinkópája:
- (magyarul) uruszág (ősmagyar) > ország;[12]
- (franciául) dangereux [dɑ̃ʒʁø] ’veszélyes’;[15]
- (románul) a culca ’fektetni’, a se culca ’lefeküdni’ < latin collocare;[8]
- (angolul) secretary [ˈsekrɪtri] ’titkár(nő);[6]
- (szerbül) bubanj ’dob’ ~ bubnja ’dob vmije’, bubnjevi ’dobok’;[14]

Ritkább a mássalhangzó-szinkópa, például a magyarban, egyes rendhagyó igék esetében: eszünk ~ ehet (a szótővégi sz kiesése).
Beszédhangok csoportja is kieshet:
- (magyarul) nem tudom ~ nem t’om (két szótaghoz tartozó hangok);[3]
- (franciául) parole ’szó, beszéd’ < latin parabola (két szótaghoz tartozó hangok);[18]
- (románul) domnule! ~ dom’le! ’uram!’ (szótag).[8]